# François Hector d'Albert de Rions
François Rions, francoski admiral, * 2. februar 1728, † 2. oktober 1802.